# Christina Geiger

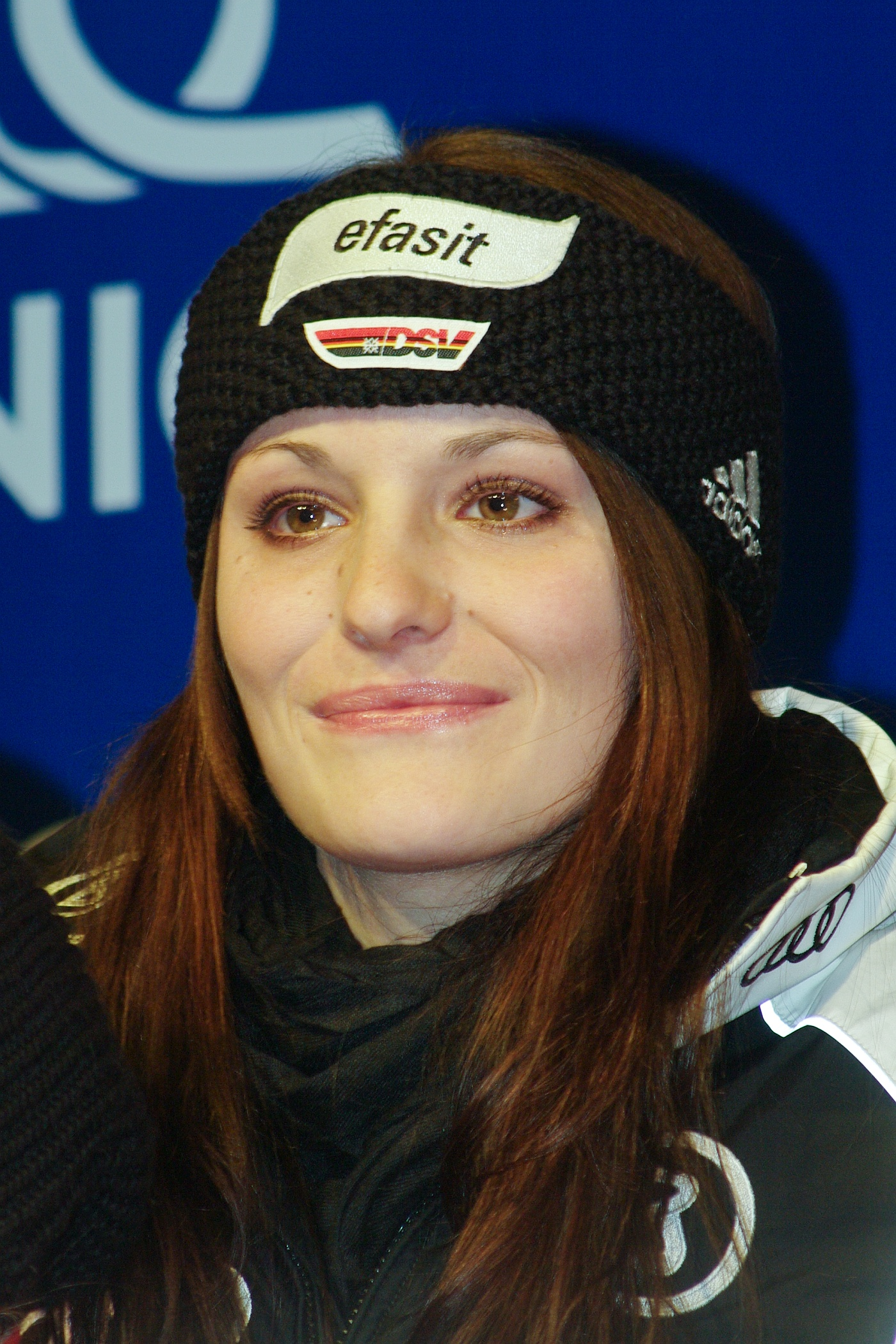
Christina Geiger

Christina Geiger nació el 6 de febrero de 1990 en Oberstdorf (Alemania), es una esquiadora que tiene 1 pódium en la Copa del Mundo de Esquí Alpino.

## Resultados

### Juegos Olímpicos de Invierno
- 2010 en Vancouver, Canadá
  - Eslalon: 14.ª

### Copa del Mundo

#### Clasificación general Copa del Mundo
- 2008-2009: 98.ª
- 2009-2010: 39.ª
- 2010-2011: 48.ª
- 2011-2012: 44.ª
- 2012-2013: 53.ª
- 2013-2014: 57.ª
- 2014-2015: 83.ª

#### Clasificación por disciplinas (Top-10)
- 2009-2010:
  - Eslalon: 10.ª